# Marie-Thérèse Cuny
Marie-Thérèse Cuny, född i Casablanca, är en fransk författare. Hon arbetar som skribent med biografiska dokumentärer bland fattiga och outbildade människor. Hon anger sig då som medförfattare.